# Stephen Appiah
Stephen Appiah (Accra, 24 dicembre 1980) è un ex calciatore ghanese, di ruolo centrocampista.

## Biografia
Considerato come uno dei migliori calciatori africani degli anni 1990 e 2000, la sua carriera è stata limitata da gravi infortuni.

## Caratteristiche tecniche
Centrale di grande spessore e dalle indubbie qualità tecniche, poteva agire da interno in un centrocampo a 4 e in tutte le posizioni in un centrocampo a 3.

## Carriera

### Club
Inizia a giocare negli Hearts of Oak di Accra nel 1995. Due anni dopo viene notato da Pietro Lo Monaco, in quel periodo capo osservatore dell'Udinese, squadra del campionato italiano, che lo acquista e lo fa esordire in Serie A nello stesso anno. Nel 2000 si trasferisce al Parma e nel 2002 al Brescia.
Nel 2003 è acquistato dalla Juventus; l'esperienza in bianconero si rivela tuttavia deludente sul piano personale, e a fine stagione rispose alle polemiche: «se fossi andato al Torino mi avrebbero trattato meglio». Dopo questa frase anche i tifosi cominciano a contestarlo aspramente, sicché nell'estate 2005 viene ceduto al Fenerbahçe. Nella squadra turca riesce a riscattarsi, vincendo nel 2007 il campionato e la Supercoppa nazionale.
Nell'estate seguente subisce un infortunio al ginocchio che lo tiene lontano dal campo per molti mesi; rischia anche la morte per le complicazioni seguite all'operazione, causate dall'errata terapia anticoagulante prescritta dai medici della squadra turca, che gli causano una tromboflebite. Nonostante questi gravi problemi, la società turca ottiene dalla federazione turca il congelamento del contratto a causa del prolungarsi del periodo di cura.
Ai problemi di salute si aggiungono anche quelli con la legge italiana, in quanto risulta essere debitore nei confronti dell'avvocato Mattia Grassani e dei procuratori Dario Canovi e Santiago Morrazzo di circa un milione di euro.
Dopo un periodo di prova di cinque giorni con il Tottenham, il calciatore non ha convinto lo staff, il quale gli ha proposto prima altre tre settimane di allenamento, poi ancora un mese. Il calciatore, stanco dei continui rinvii, ha declinato l'offerta. Ha provato anche con il Rubin Kazan, club neo campione russo ma senza accordarsi.
Il 1º novembre 2009 viene ingaggiato dal Bologna per una stagione ma a causa di un infortunio gioca solo le ultime due giornate: viene inserito al secondo tempo di Bologna-Catania e Cagliari-Bologna. A fine campionato il Bologna non ha rinnovato il contratto di Appiah.
Nell'agosto 2010 viene ingaggiato dal Cesena, squadra neopromossa in Serie A. Svincolatosi dal club romagnolo al termine della stagione 2010-2011, il 2 febbraio 2012 si accorda con il Vojvodina, formazione della Superliga serba. Per il club serbo, totalizzerà in 6 mesi 11 presenze ed una rete.
Il 1⁰ luglio 2012, annuncia il ritiro dal calcio giocato.

### Nazionale

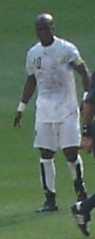
Appiah in nazionale al

È stato uno dei migliori giocatori della nazionale ghanese, con cui ha giocato da protagonista le Olimpiadi di Atene 2004. Come capitano del Ghana ha ottenuto la prima storica qualificazione della nazionale a un Mondiale. Titolare a Germania 2006 nel centrocampo ghanese, ha segnato su rigore il gol della vittoria contro gli Stati Uniti. Il Ghana, secondo nel girone dell'Italia (successiva vincitrice del torneo), è uscito agli ottavi di finale, eliminato dal Brasile.
Nonostante negli ultimi due anni abbia giocato saltuariamente, ha continuato a giocare con una certa continuità nella Nazionale del suo Paese e ne è stato anche capitano.
Ha figurato fra i 23 convocati del Ghana per il Mondiale 2010 in Sudafrica, dove, pur non essendo utilizzato da titolare, è sceso in campo in 3 incontri.
Terminato il Mondiale, ha annunciato il suo ritiro dalla Nazionale ghanese.

## Statistiche

### Presenze e reti nei club
Statistiche aggiornate al 26 dicembre 2016.
| Stagione             | Squadra              | Campionato           | Campionato | Campionato | Coppe nazionali | Coppe nazionali | Coppe nazionali | Coppe continentali | Coppe continentali | Coppe continentali | Altre coppe | Altre coppe | Altre coppe | Totale | Totale |
| Stagione             | Squadra              | Comp                 | Pres       | Reti       | Comp            | Pres            | Reti            | Comp               | Pres               | Reti               | Comp        | Pres        | Reti        | Pres   | Reti   |
| -------------------- | -------------------- | -------------------- | ---------- | ---------- | --------------- | --------------- | --------------- | ------------------ | ------------------ | ------------------ | ----------- | ----------- | ----------- | ------ | ------ |
| 1994-1995            | Hearts of Oak        | PL                   | 0          | 0          | CG              | 1               | 0               | -                  | -                  | -                  | -           | -           | -           | 1      | 0      |
| 1995-1996            | Hearts of Oak        | PL                   | 7          | 5          | CG              | 4               | 3               | -                  | -                  | -                  | -           | -           | -           | 11     | 8      |
| 1996-1997            | Hearts of Oak        | PL                   | 15         | 16         | CG              | 2               | 3               | -                  | -                  | -                  | -           | -           | -           | 17     | 19     |
| Totale Hearts of Oak | Totale Hearts of Oak | Totale Hearts of Oak | 21         | 19         |                 | 7               | 6               |                    | -                  | -                  |             | -           | -           | 28     | 25     |
| 1997-1998            | Udinese              | A                    | 11         | 0          | CI              | 1               | 0               | CU                 | 0                  | 0                  | -           | -           | -           | 12     | 0      |
| 1998-1999            | Udinese              | A                    | 21+2       | 0          | CI              | 4               | 3               | CU                 | 0                  | 0                  | -           | -           | -           | 27     | 3      |
| 1999-2000            | Udinese              | A                    | 4          | 0          | CI              | 1               | 0               | CU                 | 1                  | 0                  | -           | -           | -           | 6      | 0      |
| Totale Udinese       | Totale Udinese       | Totale Udinese       | 36+2       | 0          |                 | 6               | 3               |                    | 1                  | 0                  |             | -           | -           | 45     | 3      |
| 2000-2001            | Parma                | A                    | 15         | 0          | CI              | 5               | 1               | CU                 | 6                  | 1                  | -           | -           | -           | 26     | 2      |
| 2001-2002            | Parma                | A                    | 13         | 0          | CI              | 3               | 0               | UCL+CU             | 1+6                | 0+0                | -           | -           | -           | 23     | 0      |
| Totale Parma         | Totale Parma         | Totale Parma         | 28         | 0          |                 | 8               | 1               |                    | 13                 | 1                  |             | -           | -           | 49     | 2      |
| 2002-2003            | Brescia              | A                    | 31         | 7          | CI              | 1               | 0               | -                  | -                  | -                  | -           | -           | -           | 32     | 7      |
| 2003-2004            | Juventus             | A                    | 30         | 1          | CI              | 8               | 0               | UCL                | 7                  | 0                  | SI          | 1           | 0           | 46     | 1      |
| 2004-2005            | Juventus             | A                    | 18         | 2          | CI              | 2               | 0               | UCL                | 3                  | 0                  | -           | -           | -           | 23     | 2      |
| Totale Juventus      | Totale Juventus      | Totale Juventus      | 48         | 3          |                 | 10              | 0               |                    | 9                  | 0                  |             | 1           | 0           | 69     | 3      |
| 2005-2006            | Fenerbahçe           | SL                   | 32         | 8          | TK              | 2               | 1               | UCL                | 6                  | 2                  | -           | -           | -           | 40     | 11     |
| 2006-2007            | Fenerbahçe           | SL                   | 26         | 3          | CT              | 1               | 0               | UCL+CU             | 3+7                | 2+1                | -           | -           | -           | 37     | 6      |
| 2007-2008            | Fenerbahçe           | SL                   | 6          | 0          | CT              | 1               | 0               | UCL                | 2                  | 0                  | ST          | 0           | 0           | 9      | 0      |
| Totale Fenerbahçe    | Totale Fenerbahçe    | Totale Fenerbahçe    | 64         | 11         |                 | 4               | 1               |                    | 18                 | 5                  |             | 0           | 0           | 86     | 17     |
| nov. 2009-2010       | Bologna              | A                    | 2          | 0          | CI              | -               | -               | -                  | -                  | -                  | -           | -           | -           | 2      | 0      |
| 2010-2011            | Cesena               | A                    | 14         | 0          | CI              | 1               | 0               | -                  | -                  | -                  | -           | -           | -           | 15     | 0      |
| feb.-giu. 2012       | Vojvodina            | SS                   | 11         | 1          | CS              | 2               | 0               | -                  | -                  | -                  | -           | -           | -           | 13     | 1      |
| Totale carriera      | Totale carriera      | Totale carriera      | 255+2      | 41         |                 | 39              | 11              |                    | 41                 | 6                  |             | 1           | 0           | 338    | 58     |

### Cronologia presenze e reti in nazionale
| Cronologia completa delle presenze e delle reti in nazionale ― Ghana | Cronologia completa delle presenze e delle reti in nazionale ― Ghana | Cronologia completa delle presenze e delle reti in nazionale ― Ghana | Cronologia completa delle presenze e delle reti in nazionale ― Ghana | Cronologia completa delle presenze e delle reti in nazionale ― Ghana | Cronologia completa delle presenze e delle reti in nazionale ― Ghana | Cronologia completa delle presenze e delle reti in nazionale ― Ghana | Cronologia completa delle presenze e delle reti in nazionale ― Ghana |
| Data                                                                 | Città                                                                | In casa                                                              | Risultato                                                            | Ospiti                                                               | Competizione                                                         | Reti                                                                 | Note                                                                 |
| -------------------------------------------------------------------- | -------------------------------------------------------------------- | -------------------------------------------------------------------- | -------------------------------------------------------------------- | -------------------------------------------------------------------- | -------------------------------------------------------------------- | -------------------------------------------------------------------- | -------------------------------------------------------------------- |
| 24-12-1996                                                           | Cotonou                                                              | Ghana                                                                | 2 – 0                                                                | Benin                                                                | Amichevole                                                           | -                                                                    | Ingresso                                                             |
| 4-10-1998                                                            | Douala                                                               | Camerun                                                              | 1 – 3                                                                | Ghana                                                                | Qual. Coppa d'Africa 2000                                            | -                                                                    |                                                                      |
| 13-10-1998                                                           | Arnhem                                                               | Paesi Bassi                                                          | 0 – 0                                                                | Ghana                                                                | Amichevole                                                           | -                                                                    |                                                                      |
| 28-2-1999                                                            | Accra                                                                | Ghana                                                                | 5 – 0                                                                | Etiopia                                                              | Qual. Coppa d'Africa 2000                                            | -                                                                    | Uscita                                                               |
| 22-1-2000                                                            | Tamale                                                               | Ghana                                                                | 1 – 1                                                                | Camerun                                                              | Coppa d'Africa 2000 - 1º turno                                       | -                                                                    | 67’                                                                  |
| 6-2-2000                                                             | Kumasi                                                               | Ghana                                                                | 0 – 1                                                                | Sudafrica                                                            | Coppa d'Africa 2000 - Quarti di finale                               | -                                                                    | 53’                                                                  |
| 9-7-2000                                                             | Accra                                                                | Ghana                                                                | 5 – 0                                                                | Sierra Leone                                                         | Qual. Mondiali 2002                                                  | -                                                                    |                                                                      |
| 3-9-2000                                                             | Maseru                                                               | Lesotho                                                              | 3 – 3                                                                | Ghana                                                                | Qual. Coppa d'Africa 2002                                            | -                                                                    |                                                                      |
| 8-10-2000                                                            | Accra                                                                | Ghana                                                                | 4 – 1                                                                | Zimbabwe                                                             | Qual. Coppa d'Africa 2002                                            | 1                                                                    |                                                                      |
| 14-1-2001                                                            | Kinshasa                                                             | RD del Congo                                                         | 2 – 1                                                                | Ghana                                                                | Qual. Coppa d'Africa 2002                                            | -                                                                    | 79’                                                                  |
| 28-1-2001                                                            | Accra                                                                | Ghana                                                                | 1 – 3                                                                | Liberia                                                              | Qual. Mondiali 2002                                                  | -                                                                    |                                                                      |
| 25-3-2001                                                            | Accra                                                                | Ghana                                                                | 3 – 0                                                                | RD del Congo                                                         | Qual. Coppa d'Africa 2002                                            | 1                                                                    | 86’                                                                  |
| 5-5-2001                                                             | Freetown                                                             | Sierra Leone                                                         | 1 – 1                                                                | Ghana                                                                | Qual. Mondiali 2002                                                  | -                                                                    |                                                                      |
| 17-6-2001                                                            | Kumasi                                                               | Ghana                                                                | 3 – 1                                                                | Lesotho                                                              | Qual. Coppa d'Africa 2002                                            | 1                                                                    | 31’                                                                  |
| 17-5-2002                                                            | Lubiana                                                              | Slovenia                                                             | 2 – 0                                                                | Ghana                                                                | Amichevole                                                           | -                                                                    |                                                                      |
| 7-9-2002                                                             | Kampala                                                              | Uganda                                                               | 1 – 0                                                                | Ghana                                                                | Qual. Coppa d'Africa 2004                                            | -                                                                    |                                                                      |
| 30-3-2003                                                            | Radès                                                                | Ghana                                                                | 3 – 3 (10 – 9 dtr)                                                   | Madagascar                                                           | Four Nations Tournament - Finale 3º-4º posto                         | 1                                                                    |                                                                      |
| 13-6-2003                                                            | Accra                                                                | Ghana                                                                | 1 – 3                                                                | Kenya                                                                | Amichevole                                                           | 1                                                                    |                                                                      |
| 22-6-2003                                                            | Kumasi                                                               | Ghana                                                                | 1 – 1                                                                | Uganda                                                               | Qual. Coppa d'Africa 2004                                            | -                                                                    |                                                                      |
| 16-11-2003                                                           | Accra                                                                | Somalia                                                              | 0 – 5                                                                | Ghana                                                                | Qual. Mondiali 2006                                                  | -                                                                    | 61’ 80’                                                              |
| 19-11-2003                                                           | Kumasi                                                               | Ghana                                                                | 2 – 0                                                                | Somalia                                                              | Qual. Mondiali 2006                                                  | 1                                                                    |                                                                      |
| 5-6-2004                                                             | Ouagadougou                                                          | Burkina Faso                                                         | 1 – 0                                                                | Ghana                                                                | Qual. Mondiali 2006                                                  | -                                                                    |                                                                      |
| 14-6-2004                                                            | Kumasi                                                               | Ghana                                                                | 0 – 0                                                                | Togo                                                                 | Amichevole                                                           | -                                                                    | 46’                                                                  |
| 20-6-2004                                                            | Kumasi                                                               | Ghana                                                                | 3 – 0                                                                | Sudafrica                                                            | Qual. Mondiali 2006                                                  | 2                                                                    | 86’                                                                  |
| 3-7-2004                                                             | Kampala                                                              | Uganda                                                               | 1 – 1                                                                | Ghana                                                                | Qual. Mondiali 2006                                                  | -                                                                    | 90’                                                                  |
| 10-10-2004                                                           | Kumasi                                                               | Ghana                                                                | 0 – 0                                                                | RD del Congo                                                         | Qual. Mondiali 2006                                                  | -                                                                    |                                                                      |
| 23-3-2005                                                            | Nairobi                                                              | Kenya                                                                | 2 – 2                                                                | Ghana                                                                | Amichevole                                                           | -                                                                    |                                                                      |
| 27-3-2005                                                            | Kinshasa                                                             | RD del Congo                                                         | 1 – 1                                                                | Ghana                                                                | Qual. Mondiali 2006                                                  | -                                                                    |                                                                      |
| 5-6-2005                                                             | Kumasi                                                               | Ghana                                                                | 2 – 1                                                                | Burkina Faso                                                         | Qual. Mondiali 2006                                                  | 1                                                                    |                                                                      |
| 18-6-2005                                                            | Johannesburg                                                         | Sudafrica                                                            | 0 – 2                                                                | Ghana                                                                | Qual. Mondiali 2006                                                  | 1                                                                    |                                                                      |
| 17-8-2005                                                            | Londra                                                               | Senegal                                                              | 0 – 0                                                                | Ghana                                                                | Amichevole                                                           | -                                                                    | 60’                                                                  |
| 4-9-2005                                                             | Johannesburg                                                         | Sudafrica                                                            | 0 – 2                                                                | Ghana                                                                | Qual. Mondiali 2006                                                  | -                                                                    |                                                                      |
| 8-10-2005                                                            | Praia                                                                | Capo Verde                                                           | 0 – 4                                                                | Ghana                                                                | Qual. Mondiali 2006                                                  | -                                                                    |                                                                      |
| 11-1-2006                                                            | Monastir                                                             | Togo                                                                 | 0 – 1                                                                | Ghana                                                                | Amichevole                                                           | -                                                                    | 68’                                                                  |
| 15-1-2006                                                            | Gafsa                                                                | Tunisia                                                              | 2 – 0                                                                | Ghana                                                                | Amichevole                                                           | -                                                                    |                                                                      |
| 23-1-2006                                                            | Porto Said                                                           | Nigeria                                                              | 1 – 0                                                                | Ghana                                                                | Coppa d'Africa 2006 - 1º turno                                       | -                                                                    |                                                                      |
| 27-1-2006                                                            | Porto Said                                                           | Ghana                                                                | 0 – 1                                                                | Senegal                                                              | Coppa d'Africa 2006 - 1º turno                                       | -                                                                    | 90’                                                                  |
| 31-1-2006                                                            | Ismailia                                                             | Ghana                                                                | 2 – 1                                                                | Zimbabwe                                                             | Coppa d'Africa 2006 - 1º turno                                       | -                                                                    |                                                                      |
| 26-5-2006                                                            | Bochum                                                               | Turchia                                                              | 1 – 1                                                                | Ghana                                                                | Amichevole                                                           | -                                                                    |                                                                      |
| 29-5-2006                                                            | Leicester                                                            | Giamaica                                                             | 1 – 4                                                                | Ghana                                                                | Amichevole                                                           | 1                                                                    | 84’                                                                  |
| 4-6-2006                                                             | Edimburgo                                                            | Ghana                                                                | 3 – 1                                                                | Corea del Sud                                                        | Amichevole                                                           | -                                                                    |                                                                      |
| 12-6-2006                                                            | Hannover                                                             | Italia                                                               | 2 – 0                                                                | Ghana                                                                | Mondiali 2006 - 1º turno                                             | -                                                                    |                                                                      |
| 17-6-2006                                                            | Colonia                                                              | Rep. Ceca                                                            | 0 – 2                                                                | Ghana                                                                | Mondiali 2006 - 1º turno                                             | -                                                                    |                                                                      |
| 22-6-2006                                                            | Norimberga                                                           | Ghana                                                                | 2 – 1                                                                | Stati Uniti                                                          | Mondiali 2006 - 1º turno                                             | 1                                                                    | 90+1’                                                                |
| 27-6-2006                                                            | Dortmund                                                             | Brasile                                                              | 3 – 0                                                                | Ghana                                                                | Mondiali 2006 - Ottavi di finale                                     | -                                                                    | 7’                                                                   |
| 15-8-2006                                                            | Londra                                                               | Ghana                                                                | 2 – 0                                                                | Togo                                                                 | Amichevole                                                           | -                                                                    |                                                                      |
| 4-10-2006                                                            | Yokohama                                                             | Giappone                                                             | 0 – 1                                                                | Ghana                                                                | Amichevole                                                           | -                                                                    |                                                                      |
| 8-10-2006                                                            | Seul                                                                 | Corea del Sud                                                        | 1 – 3                                                                | Ghana                                                                | Amichevole                                                           | -                                                                    |                                                                      |
| 14-11-2006                                                           | Londra                                                               | Australia                                                            | 1 – 1                                                                | Ghana                                                                | Amichevole                                                           | -                                                                    |                                                                      |
| 6-2-2007                                                             | Londra                                                               | Ghana                                                                | 4 – 1                                                                | Nigeria                                                              | Amichevole                                                           | -                                                                    | 82’                                                                  |
| 18-11-2007                                                           | Accra                                                                | Ghana                                                                | 2 – 0                                                                | Togo                                                                 | Amichevole                                                           | -                                                                    | 75’                                                                  |
| 21-11-2007                                                           | Accra                                                                | Ghana                                                                | 4 – 2                                                                | Benin                                                                | Amichevole                                                           | 1                                                                    | 46’                                                                  |
| 5-9-2008                                                             | Tripoli                                                              | Libia                                                                | 1 – 0                                                                | Ghana                                                                | Qual. Mondiali 2010                                                  | -                                                                    | 18’                                                                  |
| 11-10-2008                                                           | Sekondi-Takoradi                                                     | Ghana                                                                | 3 – 0                                                                | Lesotho                                                              | Qual. Mondiali 2010                                                  | 1                                                                    | 85’                                                                  |
| 19-11-2008                                                           | Accra                                                                | Ghana                                                                | 0 – 0                                                                | Tunisia                                                              | Amichevole                                                           | -                                                                    |                                                                      |
| 11-2-2009                                                            | Il Cairo                                                             | Egitto                                                               | 2 – 2                                                                | Ghana                                                                | Amichevole                                                           | 1                                                                    | 81’                                                                  |
| 29-3-2009                                                            | Kumasi                                                               | Ghana                                                                | 1 – 0                                                                | Benin                                                                | Qual. Mondiali 2010                                                  | -                                                                    | 74’                                                                  |
| 12-8-2009                                                            | Londra                                                               | Ghana                                                                | 4 – 1                                                                | Zambia                                                               | Amichevole                                                           | -                                                                    | Ingresso                                                             |
| 6-9-2009                                                             | Accra                                                                | Ghana                                                                | 2 – 0                                                                | Sudan                                                                | Qual. Mondiali 2010                                                  | -                                                                    | 47’ 74’                                                              |
| 9-9-2009                                                             | Utrecht                                                              | Giappone                                                             | 4 – 3                                                                | Ghana                                                                | Amichevole                                                           | -                                                                    | 46’                                                                  |
| 11-10-2009                                                           | Cotonou                                                              | Benin                                                                | 1 – 0                                                                | Ghana                                                                | Qual. Mondiali 2010                                                  | -                                                                    | 80’                                                                  |
| 15-11-2009                                                           | Kumasi                                                               | Ghana                                                                | 2 – 2                                                                | Mali                                                                 | Qual. Mondiali 2010                                                  | -                                                                    | 61’                                                                  |
| 1-6-2010                                                             | Rotterdam                                                            | Paesi Bassi                                                          | 4 – 1                                                                | Ghana                                                                | Amichevole                                                           | -                                                                    | 46’                                                                  |
| 5-6-2010                                                             | Milton Keynes                                                        | Ghana                                                                | 1 – 0                                                                | Lettonia                                                             | Amichevole                                                           | -                                                                    | 58’                                                                  |
| 13-6-2010                                                            | Pretoria                                                             | Serbia                                                               | 0 – 1                                                                | Ghana                                                                | Mondiali 2010 - 1º turno                                             | -                                                                    | 73’                                                                  |
| 26-6-2010                                                            | Rustenburg                                                           | Stati Uniti                                                          | 1 – 2 dts                                                            | Ghana                                                                | Mondiali 2010 - Ottavi di finale                                     | -                                                                    | 78’                                                                  |
| 2-7-2010                                                             | Johannesburg                                                         | Uruguay                                                              | 1 – 1 dts (4 – 2 dtr)                                                | Ghana                                                                | Mondiali 2010 - Quarti di finale                                     | -                                                                    | 74’                                                                  |
| Totale                                                               |                                                                      | Presenze                                                             | 67                                                                   |                                                                      | Reti                                                                 | 15                                                                   |                                                                      |

## Palmarès

### Club

#### Competizioni nazionali
- Coppa del Ghana: 1

Hearts of Oak: 1996
- Campionato ghanese: 1

Hearts of Oak: 1996-1997
- Coppa Italia: 1

Parma: 2001-2002
- Supercoppa italiana: 1

Juventus: 2003
- Campionato italiano: 1 (revocato)

Juventus: 2004-2005
- Campionato turco: 1

Fenerbahçe: 2006-2007
- Supercoppa di Turchia: 1

Fenerbahçe: 2007

### Nazionale
- Campionato mondiale Under-17: 1

1995

### Individuale
- Calciatore ghanese dell'anno: 2

2005, 2007
- Miglior calciatore della Süper Lig: 1

2006-2007
- Miglior squadra olimpica ad Atene 2004: 1

2004
- Miglior squadra della Coppa d'Africa: 1

2006